# Pluneret
Pluneret is een gemeente in het Franse departement Morbihan in de regio Bretagne en maakt deel uit van het arrondissement Lorient. De gemeente telde 6.257 inwoners op 1 januari 2022.

## Geografie
De oppervlakte van Pluneret bedraagt 26,2 vierkante kilometer; Op 1 januari 2022 was de bevolkingsdichtheid 238,8 inwoners per km².
Pluneret ligt aan de Auray, die vanuit de Golf van Morbihan volstroomt als het vloed wordt en weer leegloopt als het eb wordt.

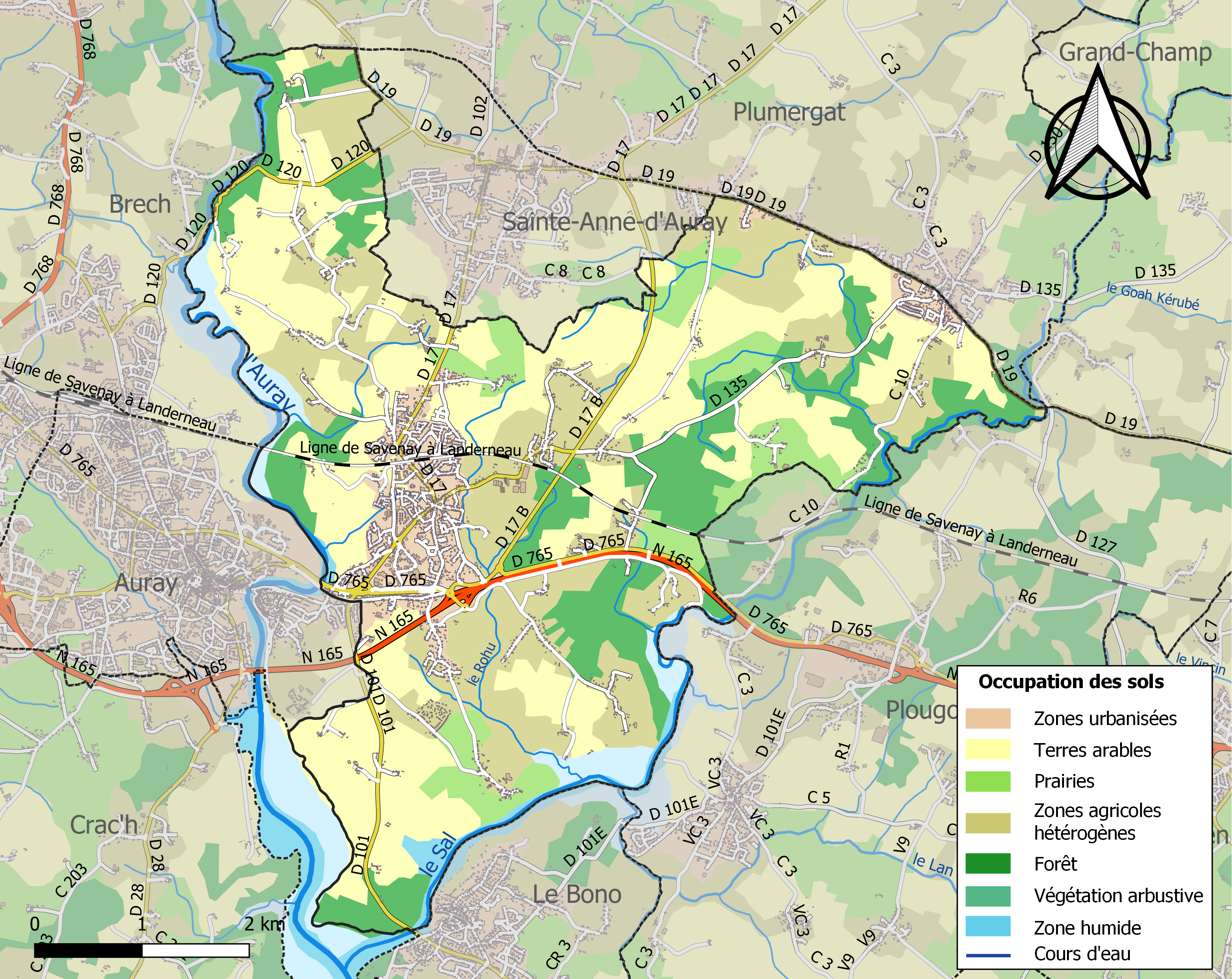
Kaart van de gemeente met de belangrijkste infrastructuur, bodemgebruik en omliggende gemeenten

## Verkeer en vervoer
In de gemeente ligt de spoorweghalte Sainte-Anne.

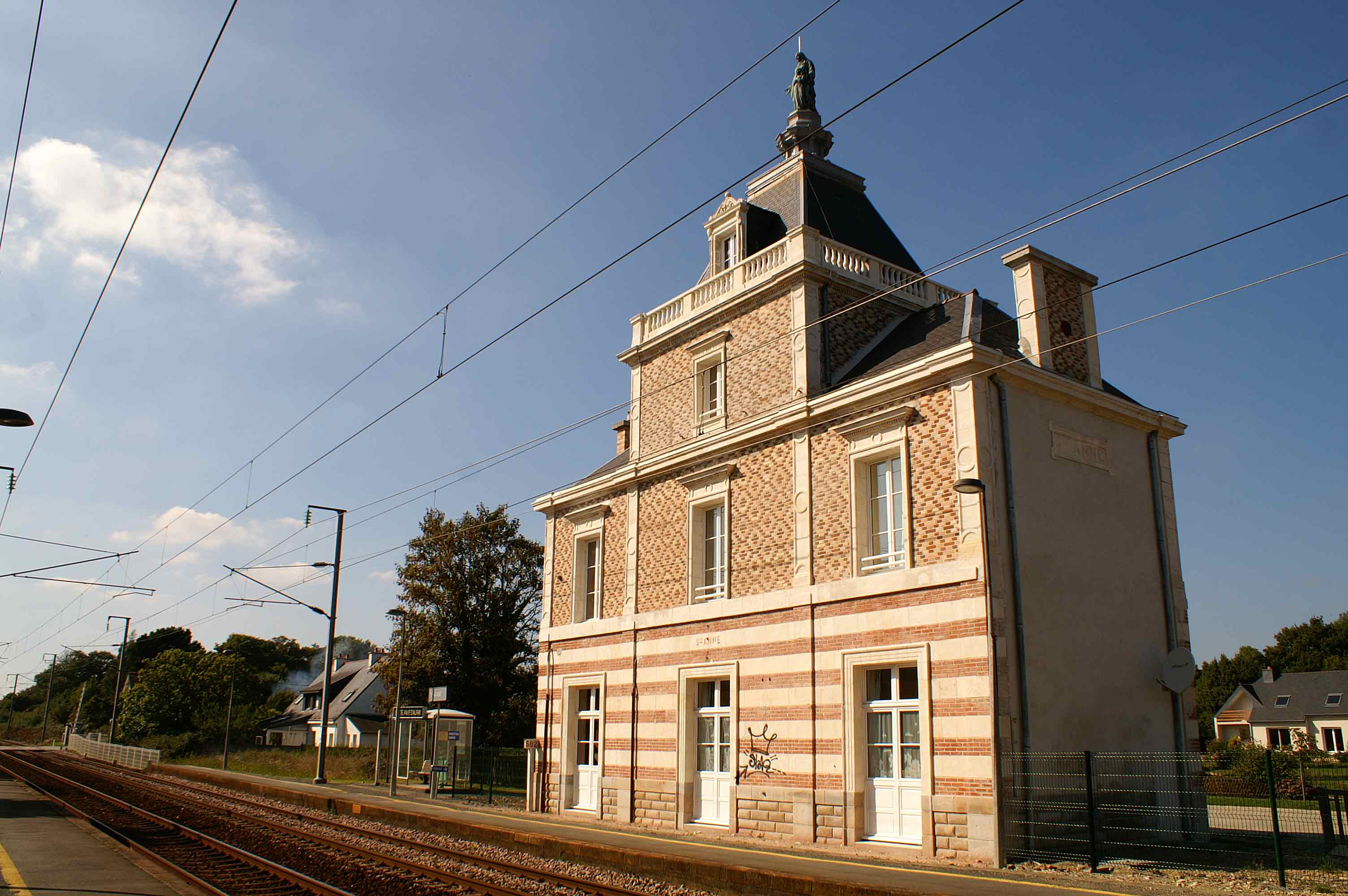
Station Sainte-Anne/Pluneret
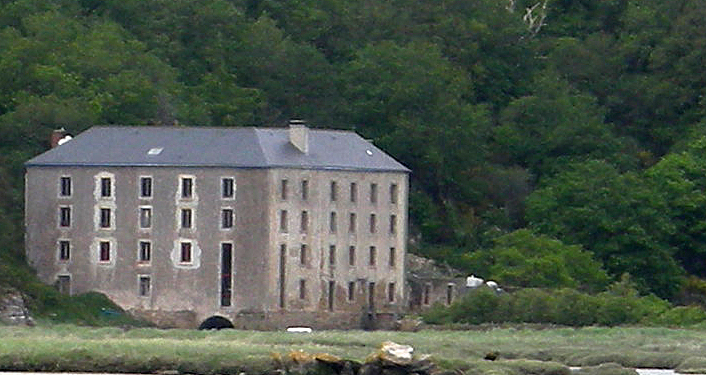
Watermolen Le moulin de Pont-Sal

## Demografie
Onderstaande figuur toont het verloop van het inwonertal.

## Geboren in Pluneret
- Pierre Cogan (1914-2013), wielrenner

Auray · Crach · Locmariaquer · Plumergat · Pluneret · Sainte-Anne-d'Auray · Saint-Philibert